# Frederiksgave
Frederiksgave war eine landwirtschaftliche Versuchsplantage der dänischen Krone im Hinterland der westafrikanischen Goldküste (heutiges Ghana) in den letzten beiden Jahrzehnten vor dem Ende der dortigen Präsenz der Dänen als Kolonialmacht im Jahr 1850.

## Geographische Lage
Frederiksgave umfasste eine Landfläche von etwa 55 Hektar (100 Tønder), die sich über das Umland der Ortschaft Sesemi erstreckte. Sesemi liegt am Fuße der Akwapim-Berge, etwa 20 km nördlich von Accra. Der höchste Punkt von Frederiksgave liegt etwa 700 m, der niedrigste Punkt etwa 300 m über dem Meeresspiegel.

## Geschichte
Dänemark war das erste Land, in dem der transatlantische Sklavenhandel verboten wurde. Dieses Verbot trat 1803 in Kraft. Damit war jedoch nicht die Sklaverei verboten. Die Sklavenarbeit vor Ort in Plantagen an der Goldküste erschien auch unter wirtschaftlichen Gesichtspunkten sinnvoller als der inhumane und mit hohen Menschenverlusten verbundene Sklaventransport über den Atlantik.
Ende der 1820er existierten im dänischen Teil der Goldküste fünf größere, von Dänen betriebene Pflanzungen, die entweder durch Privathändler oder durch Gouvernementsbeamte auf privater Basis betrieben wurden. Eine von ihnen gehörte dem Gouverneur Henrik Gerhard Lindt, der als Gouverneur der dänischen Besitzungen auf der Guineaküste in den Zeiträumen 1. August 1824 – 20. Januar 1831 und 1. März 1833 – 21. Juli 1833 amtierte.
Nach dessen Rückkehr nach Europa im Jahre 1831 kaufte sein Nachfolger, Ludvig Vincent von Hein, das Anwesen im Namen Seiner Majestät, König Frederik VI. von Dänemark, und gab dem Ort zu Ehren seines Königs den Namen Frederiksgave (wörtlich: „die Gabe Frederiks“). Bis zum Verkauf der dänischen Besitzungen an Großbritannien im Jahre 1850 blieb Frederiksgave Staatsfarm. Frederiksgave bot zugleich einen angenehmen Rückzugs- und Erholungsort für die höheren Ränge des dänischen Verwaltung. Der Aufenthalt im dänischen Amtssitz Fort Christiansborg in der heutigen ghanaischen Hauptstadt Accra war aufgrund der klimatischen Verhältnisse und des hohen Risikos, an Tropenkrankheiten wie Gelbfieber, Malaria und der Schlafkrankheit zu erkranken, für Europäer ausgesprochen ungesund.
Mit dem Erwerb der Plantage verfolgte man hauptsächlich das Ziel, an der Guineaküste erste Voraussetzungen für ein dänisches Produktionszentrum zur Belieferung des europäischen Marktes mit tropischen Feldbauprodukten zu schaffen. In diesem Zusammenhang fanden großangelegte Anbauversuche vornehmlich mit Kaffee, Tabak, Zuckerrohr, Indigo, Baumwolle und verschiedenen Gewürzpflanzen statt. Zumindest die Anbauversuche mit Kaffee, Tabak und Zuckerrohr, auf die das Hauptaugenmerk gerichtet war, scheiterten. In einem Brief an Seine Majestät in Kopenhagen, datiert vom 1. April 1836, informierte der damalige Gouverneur Frederik Siegfried Mörck die königliche Regierung über das Scheitern der Versuche und die Gründe, die aus seiner Sicht dafür verantwortlich waren. Bis zum Zeitpunkt des Mörck'schen Briefes waren ca. 6000–8000 Kaffeepflanzen, 4500 Tabakpflanzen und 200 Zuckerrohrpflanzen verbraucht worden. Gouverneur Mörck machte hierfür die klimatischen Verhältnisse verantwortlich und legte seinem Schreiben auch einige eigene Wetterbeobachtungsdaten für den Zeitraum Januar 1835 bis März 1835 bei; eine systematische und permanente Wetterbeobachtung und meteorologische Messdatenaufzeichnungen gab es damals an der Goldküste noch nicht.

## Gründe für das Scheitern der Anbauversuche
In einer im Jahre 2001 veröffentlichten Untersuchung (s. u.) ging man noch einmal auf mögliche Gründe für das Scheitern der dänischen Anbauversuche in den 1830er Jahren ein. Aus heutiger Sicht wird das Wachstum einer Pflanze durch das komplexe Zusammenspiel von vier Hauptvariablen beeinflusst, welche aus der unmittelbaren Umwelt auf die Pflanze einwirken, und dies sind:
a) die Temperatur,
b) das für die Pflanze zur Verfügung stehende Wasser,
c) die Lichtintensität und
d) die CNPK-Bodenchemie, d. h. der Gehalt des Bodens an Kohlenstoff, Stickstoff, Phosphor und Kalium in ionogener Form.
Ohne an dieser Stelle näher ins Detail zu gehen, ergab die Analyse, dass der Standort für die Versuchplantage äußerst schlecht gewählt war, was man aber keinem der damals Beteiligten zum Vorwurf machen kann. Überhaupt ist feldbauliche Landwirtschaft am Fuße der Akwapim-Berge für die meisten Anbauprodukte äußerst risikoreich.

### Klimatische Bedingungen
Das hier vorherrschende Klima, welches im heutigen Sinne der feucht-trockenen tropischen Klimazone zugeordnet wird, ist durch zwei Regenzeiten (April bis Juni und Oktober) und eine längere Trockenzeit (November bis März) gekennzeichnet. (Die Zeiten beschreiben den Normalfall, es gibt auch Ausnahmejahre.) Dies ist einfach zu trocken für Kaffee und Zuckerrohr. Es könnte sich aber als vorteilhaft für die Tabakpflanze erweisen.

### Chemische Bodenverhältnisse
Der Boden ist zu flach, d. h. die wachstumsfördernde Schicht ist in ihrer Höhe zu niedrig, und im Unterboden zu sauer, um hierauf Tabak und Zuckerrohr gedeihen lassen zu können. Hinzu kommt noch ein hoher Aluminiumgehalt im Boden, der sich insbesondere auf die Tabakpflanze toxisch auswirkt. Daneben erwies sich auch der Gehalt an Pflanzennährstoffen des hiesigen Bodens (CNPK-Gehalt) als dermaßen niedrig, dass es kaum sinnvoll erscheint, hier überhaupt feldbauliche Landwirtschaft zu betreiben. Gerade die Tabakpflanze verbraucht sehr viel Kalium. Der Kaliumgehalt bei den Frederiksgave-Böden wird jedoch mit gering bis sehr gering beschrieben.

### Schädlinge
Hinzu kommen die durch Insekten verursachten Schäden. So wurden Zuckerrohrsetzlinge in kürzester Zeit von Ameisen zerstört.
Insgesamt kam man zu der Überzeugung, dass, wenn man die Anbauversuche weiter oben in den Bergen unternommen hätte, wo bereits einst Paul Erdmann Isert im Jahre 1788 bei Akropong mit seiner Frederiksnopel-Plantage die erste dänische Plantage auf der Goldküste errichtet hatte, die Farm wahrscheinlich auch wirtschaftlich überlebt hätte. Zumindest das dortige Klima ist für einen Kaffee-Anbau wesentlich günstiger.